# Dicranomyia (Dicranomyia) quadrigladia
Dicranomyia (Dicranomyia) quadrigladia is een tweevleugelige uit de familie steltmuggen (Limoniidae). De soort komt voor in het Neotropisch gebied.